# Eiola
Eiola (auch Eielen) ist die kleinere der beiden Inseln im Zugersee. Sie ist im Gegensatz zur Lorzeninsel natürlichen Ursprungs und liegt auf halbem Weg zwischen Oberwil und Walchwil. Sie gehört dem Kanton Zug und steht unter Naturschutz. Sie ist der höchste Punkt einer grossteils unter der Wasseroberfläche verlaufenden Molasserippe und ist landseitig weitgehend erodiert. Ihre Oberfläche reicht bis etwa 414,3 m über dem Meer. Die Insel ist etwa 100 m entfernt vom Seeufer.

## Belege
1. ↑  Annemarie Setz:  Wie Zug zu seinen Inseln kam, 26. August 2000